# Abdelhamid Boutchiche
Abdelhamid Boutchiche, né le 15 août 1960 à Metz[réf. souhaitée], est un ancien handballeur algérien évoluant au poste de pivot.

## Palmarès

### En club
Compétitions internationales
- Vainqueur du Championnat arabe des clubs champions en 1983, 1984, 1988
- Vainqueur de la Coupe d'Afrique des vainqueurs de coupe en 1987
  - Finaliste en 1988

Compétitions nationales
- Vainqueur du Championnat d'Algérie en 1983
- Vainqueur de la Coupe d'Algérie en 1984 et 1986

### avec l'Équipe d'Algérie
- Vainqueur du Championnat d'Afrique 1987
- Vainqueur des Jeux méditerranéens de 1987[1]
- 11e place au Championnat du monde militaire en 1982 (France)